# João Lourenço Monteiro
João F. Lourenço Monteiro (Lisboa, 17 de julho de 1984), é licenciado em Biologia, mestre em Biologia do Desenvolvimento e doutorado em História, Filosofia e Património da Ciência e Tecnologia. Para além da sua atividade académica, é comunicador de ciência e político.

## Atividade científica
A sua investigação mais recente tem-se centrado em torno dos temas da História da Medicina Tropical, o papel das mulheres na ciência e coleções científicas.

## Participação associativa
Foi co-fundador da COMCEPT - Comunidade Céptica Portuguesa, em 2012, uma associação de promoção de ciência e de pensamento crítico. É atualmente o seu Vice-Presidente. Foi co-autor do livro "Não se deixe enganar" (2017), publicado pela Contraponto, uma chancela da Bertrand/Porto Editora. Atendendo à pertinência e atualidade dos temas abordados, relacionados com ciência, saúde e desinformação, o livro mereceu uma enorme atenção mediática. Pelo seu carácter pedagógico, o livro foi incluído no Plano Nacional de Leitura.
Integra os corpos sociais da Associação República e Laicidade.
Desde 2020, é presidente da Associação Ateísta Portuguesa, organização que representa ateus, agnósticos, humanistas seculares e livres-pensadores.

## Participação política
Fez parte da Comissão Fundadora do LIVRE, partido político, a 31 de janeiro de 2014, no Porto. Integrou o Conselho de Jurisdição durante três mandatos, de 2014 até 2020. Foi no seu último mandato, enquanto exercia as funções de Presidente do Conselho de Jurisdição, que o órgão foi chamado a emitir um parecer relativamente ao desentendimento entre a deputada única e o partido. Entre 2021 e 2022 fez parte do Grupo de Contacto, órgão executivo do LIVRE. Após esse mandato, em 2022 transitou para a Assembleia, órgão deliberativo.
Foi eleito nas eleições autárquicas de 2021 como membro da Assembleia de Freguesia da Penha de França, em Lisboa, pela coligação PS/LIVRE. As suas preocupações políticas têm-se centrado na defesa dos Direitos Humanos, e no desenvolvimento de espaços verdes e melhor mobilidade.